# Runa Akasaka
Pour les articles homonymes, voir Runa.
Runa Akasaka (赤坂 ルナ, Akasaka Runa) est une actrice japonaise surtout connue pour ses rôles pornographiques bien qu'elle figure également au générique de films érotiques et de V-cinéma.

## Biographie
Runa Akasaka est née le 7 avril 1967, à Kanagawa (Japon).
Elle séjourne à Shizuoka, Japon.

## Carrière
Runa Akasaka alias Luna Akasaka tourne entre 70 et 90 films vidéo au cours d'une carrière qui a duré, pour l'essentiel, quatre ans,. Elle fait ses débuts dans le cinéma pornographique en 2003, à l'âge de 36 ans, dans le genre jukujo (femme d'âge mûr) du cinéma pornographique japonais. Au début de sa carrière, elle travaille avec différents studios, mais rejoint très rapidement Moodyz, grand producteur japonais de films pornographiques. Elle interprète alors des rôles de MILF comme La mère d'un ami (友人の母, Yuujin no haha) qui l'a rendue célèbre ou La chambre des deux dames sexy (W美熟女の部屋, Double bijukujo no heya), réalisation du renommé Goro Tameike.
Au printemps 2004, elle commence à paraître dans des vidéos de Madonna, un studio de films pornographiques spécialisé dans le genre « femme d'âge mûr ». Elle tourne au rythme d'une vidéo par mois pour ces studios et ce jusqu'à la fin 2004, date à laquelle elle rejoint KMP.
À côté de ses films purement pornographiques, elle joue un rôle important dans le film rose Le train pervers : doigts habiles, pensées humides (痴漢電車　いい指・濡れ気分, Chikan densha: iiyubi*nure kimochi) du réalisateur Okura Films/O.P. Films sorti en 2004 au cinéma. Ce film marque son entrée dans la série ferroviaire Le train de l'agresseur, des studios Shintōhō. Cette série, commencée en 1982 par le réalisateur Yōjirō Takita est récompensée par un Academy Award. En août 2005, Runa Akasaka participe à un projet unique du consortium de films pornographiques Soft On Demand (SOD), jouant le rôle de la mère dans un film pornographique dramatique de longueur standard, Nightly Continuous DVD Novel. Le film, mettant en scène également, pour la première fois, l'actrice Satozakura Hinata, mais aussi Aoi et la légende du porno Taka Kato, est présenté par SOD comme une première du genre, lors d'une projection spéciale, à Tokyo, en juillet 2005.
De façon inhabituelle pour une actrice d'âge mûr, elle pose dénudée pour le magazine de divertissement grand public Weekly Playboy en 2005. En 2006, AV Research Laboratory, un site non commercial spécialisé dans l'histoire du film pornographique japonais, décrit Runa Akasaka comme une actrice populaire « vétéran », dans le genre « femme d'âge mûr », avec trois ans d'activité dans le domaine et plus de 40 œuvres à son crédit. Elle s'est également produite dans le V-cinéma.

## Filmographie

### Vidéos pornographiques
| Titre du film | Producteur N° d'identification        | Réalisateur        | Parution   | Notes |
| --- | ------------------------------------- | ------------------ | ---------- | --- |
| お姉さんがしてあげるEX 熟女のまごころ | Reidikkusu                            |                    | 01-08-2003 | |
| 人妻千人斬り 6 | Hibino                                |                    | 03-08-2003 | |
| 初脱ぎ熟女 7 | Crystal-Eizō                          |                    | 05-08-2003 | Avec Naomi Yamamoto, Reiko Mizushima, Minayo Tsuji et Asami Iguchi                                                                       |
| 美人教師 暴行現場 15 | Crystal-Eizō                          |                    | 12-08-2003 | avec Yumi Kazama, Hiromi Yuki et Kaori Sasaki Fuu                                                                                        |
| 高級クラブ美人ママ からだの本音 | GUTS                                  |                    | 16-08-2003 | |
| ガマンできない38歳 壮絶昇天編 | Big Morkal                            |                    | 24-08-2003 | Avec Aida Rumi, Tomoe Hasegawa, Kayo Matsumoto et Nana Yokoo                                                                             |
| 女が淫らになるテープ 14 獣の棲んでる淑女たち | Athena Eizō                           |                    | 31-08-2003 | Avec Yoko Hayama et Takako Ishii |
| Inside Runa Akasaka 艶熟 中出し 赤坂ルナ Dans Runza Akasaka                                                                                       | Glory Quest TopazJ TUJD-05            |                    | 19-09-2003 | |
| 貴婦人SEX晩餐会 | Big Morkal                            |                    | 24-09-2003 | Avec Lisa Kaneko et Marie Sugimoto |
| Madam Swimsuit Culture School 素人マダム水泳教室 レッスンワン L'école culturelle de madame Maillot de bain                                        | Alex ALX-018                          |                    | 25-09-2003 | Avec Maki Tomoda & Hoka |
| 素人マダム [LEVEL A] 其の十五 | Alice Japan                           |                    | 26-09-2003 | Avec Mayo Tsukino, Tomomi Mizuno, Yoko Hayama et Kimiko Hayashi                                                                          |
| 誘惑、義母の匂い | AVS                                   |                    | 16-10-2003 | |
| M的妻 | Global Media & Divertissement         |                    | 20-10-2003 | |
| 美熟女…H 9 | Crystal-Eizō                          |                    | 28-10-2003 | avec Ayano Murasaki et Mayo Tsukino |
| 昼下がりの貴婦人物語 | AVS                                   |                    | 07-11-2003 | |
| Exhibitionist 3 貴婦人野外露出３ | Big Morkal MC-692                     | Diamond Cox        | 16-11-2003 | Avec Emiko Koike & Risa Akiba |
| 温泉旅館の美人女将２ La belle propriétaire de l'auberge de la source chaude                                                                       | Big Morkal MC-695                     | Daisuke Kanie      | 14-12-2003 | avec Ayame Ikehata et Yuuko Nagase |
| A Friend's Mother 友人の母 Yuujin no haha La mère d'un ami                                                                                        | Moodyz MDY-002 (VHS) MDYD-002 (DVD)   | Goro Tameike       | 15-12-2003 | |
| The Beauty Landlady of the Hot Spring Inn 温泉旅館の美人女将                                                                                      | Big Morkal MC-695                     | Daisuke Kanie      | 14-12-2003 | Avec Ayame Ikehata & Yuuko Nagase |
| Beautiful Mature Woman Illustrated [Number 2] 美熟女画報 [第二号] Belle femme mûre illustrée (no 2)                                               | Moodyz MDY-004 (VHS) MDYD-004 (DVD)   | Goro Tameike       | 15-01-2004 | |
| Woman Teacher Runa 女教師ルナ Rune femme professeur                                                                                               | Moodyz MDY-006 (VHS) MDYD-006 (DVD)   | Goro Tameike       | 15-02-2004 | |
| Widowed Madam's Delusion 喪服マダムの妄想 L'illusion de la dame veuve                                                                             | Moodyz MDY-009 (VHS) MDYD-009 (DVD)   | Goro Tameike       | 15-03-2004 | |
| The Room of Two Sexy Madams W美熟女の部屋 La chambre des deux dames sexy                                                                          | Moodyz MDY-010 (VHS) MDYD-010 (DVD)   | Goro Tameike       | 15-04-2004 | Avec Reona Azabu |
| Anal Slave Madam アナル奴隷夫人 ～堕ちてゆく美人妻～ Madame esclave anale                                                                         | →Madonna JUK-043 (VHS) JUKD-043 (DVD) |                    | 15-05-2004 | Sodomie |
| Adhesion!! Runa Akasaka 密着！！赤坂ルナ Adhésion !! Runa Akasaka                                                                                 | Madonna JUK-052 (VHS) JUKD-052 (DVD)  |                    | 15-06-2004 | |
| これが熟女のテクニックよ | Reidikkusu                            |                    | 25-06-2004 | Avec Naoko Uda, Yuko Kijima, Mayumi Kusunoki et Mayuka Forty                                                                             |
| 貴婦人 避暑地の乱れ妻 | Big Morkal                            |                    | 09-07-2004 | Avec Emiko Koike, Lisa Akiba et Asahina Lirico.                                                                                          |
| Failure As a Mother 近親白書 母親失格 L'échec d'une mère                                                                                          | Madonna JUK-064 (VHS) JUKD-064 (DVD)  |                    | 15-07-2004 | Avec Sakura Sakurada |
| Diary of Immoral Head Nurse どすけべ婦長の看護日誌 Journal d'une infirmière-chef immorale                                                         | Madonna JUK-075 (VHS) JUKD-075 (DVD)  |                    | 15-08-2004 | Avec Rui Mizutani |
| Madonna Special - Wives' Serenade マドンナスペシャル 妻たちのセレナーデ Spécial Madonna - Sérénade des épouses                                    | Madonna JUK-084 (VHS) JUKD-084 (DVD)  |                    | 15-09-2004 | Avec Maki Tomoda & Mayuka |
| Poor Honest Housekeeping Lady - Stripped of her Apron 清貧家政婦～剥ぎ取られたエプロン～ Pauvre dame honnête au foyer - Dépouillée de son tablier | Madonna JUK-098 (VHS) JUKD-098 (DVD)  |                    | 15-10-2004 | |
| Hôtel Landlady 駕篭女（かごめ）～旅館女将の愛と哀～ La propriétaire de l'hôtel                                                                    | Madonna JUK-110 (VHS) JUKD-110 (DVD)  |                    | 15-11-2004 | |
| →Female Président Anal Rape 凌辱の証明～女社長アナルレイプ～ Viol anal de la femme présidente                                                     | Madonna JUK-123 (VHS) JUKD-123 (DVD)  |                    | 15-12-2004 | |
| Mother! - Runa Akasaka おふくろさん！ 赤坂ルナ 完全版 Mère ! - Runa Akasaka                                                                       | KMP Madam DAMV-001                    | Eitaro Haga        | 21-01-2005 | |
| WORKS 働く女性 4時間 | Big Morkal                            |                    | 11-02-2005 | Avec Kayo Matsumoto, Nagase Yuko, Asami Iguchi, Yuko Tachibana, Mayumi Kusunoki, Maki Tomoda, Yuko Kijima, Yumi Aoyama et Emori Shizuka. |
| セクハラストッキング婦人 | Alpha International                   |                    | 25-02-2005 | |
| Keep On Taking Ecstacy in Live イカセ絶頂ライブ マダム編 赤坂ルナ Continue à garder l'extase présente                                             | KMP Madam DAMV-004                    | Osamu Saito        | 26-02-2005 | |
| Super High-Class Night Club 超高級クラブ Night-club super haut de gamme                                                                           | KMP Madam DAMV-005                    | Eitaro Haga        | 18-03-2005 | Avec Ayano Murasaki & Momoka Hanai |
| Beauty Madam 4 Hours Runa Akasaka 美人マダム４時間 赤坂ルナ 4 heures de la dame de beauté Runa Akasaka                                            | KMP Madam DAMV-008                    | Eitaro Haga        | 29-04-2005 | |
| 淫乱熟女 赤坂ルナの中出し |                                       |                    | 07-06-2005 | |
| Hôtel Hostess Runa Akasaka 旅館の女将 赤坂ルナ 完全版 Runa Akasaka hôtesse d'hôtel                                                                | KMP Madam DAMV-011                    | Ryoichi Murakami   | 27-05-2005 | |
| Madam Costume Play マダムコスプレ 赤坂ルナ 完全版 Madame joue en costume                                                                          | KMP Madam DAMV-013                    | Dorui Densha       | 24-06-2005 | |
| Nightly Continuous DVD Novel 夜の連続DVD小説 おまん 第一話 ひなた里桜                                                                             | SOD SDDM-662                          | Yukitsugu Tsuchiya | 04-08-2005 | Avec Satozakura (ou Rio) Hinata (ひなた里桜) & Aoi                                                                                       |
| Super High Class Elder Women's Laboratory 超高級熟女研究所 Le laboratoire des vieilles femmes super grande classe                                 | SOD Otis OTS-038                      |                    | 04-08-2005 | Avec Yuri Anzai |
| VERY BEST OF 赤坂ルナ 完全版 | KMP Madam                             |                    | 26-08-2005 | |
| Incest Immoral Joy - Mother and Son 近親相姦 背徳愉悦 Joie immorale de l'inceste - Mère et fils                                                   | Momo Mother Goose DDSK-43             |                    | 22-09-2005 | 110 min Inceste |
| 義母がすけべで身がもたない 8 |                                       |                    | 14-10-2005 | |
| 美熟女ソープ天国 4 | Alice Japan                           |                    | 14-10-2005 | Avec Ayano Murasaki |
| 美熟女ザーメン | Dream Stage                           |                    | 10-11-2005 | |
| 赤坂ルナ 総集編 4時間 | Madonna                               |                    | 25-11-2005 | |
| Nakadashi Widow 未亡人中出し 赤坂ルナ La veuve de Nakadashi                                                                                       | Dream Stage DMN-007                   | Fumei              | 10-02-2006 | |
| 居酒屋の女将 義母の秘められた劣情 Les passions animales cachées de l'hôtesse de taverne mûre                                                      | Perfect Choice                        | Kazuto Kubodera    | 25-03-2006 | Avec Maria Hayashi. |
| Mon 7 | Tsubaki House TS-OXX14                |                    | 04-06-2006 | [ 2 ] |
| サギ師の花道 | Next11                                |                    | 04-10-2006 | |
| Shall we sex ? | Next11                                |                    | 25-10-2006 | Avec Shiho Minami, Ruri Shiratori, Rinko Nomiya, Aki Tomosaki, Miyuki Kobayashi, Sayuri Aizawa, Makoto Yuhara et Namwon Kaori.           |
| Beautiful Mature Ladies - Runa Akasaka x Shiho Minami W美熟女 赤坂ルナ×美波志保 Belles dames mûres - Runa Akasaka x Shiho Minami                  | Next11 VNDS-775                       | Taro Hokkai        | 20-11-2006 | Avec Shiho Minami |
| Magic Banana Vol. 81 | Magic Banana MB-081                   |                    | 15-02-2007 | [ 2 ] |
| パンスト痴女マダム 2 | Llanes                                |                    | 05-04-2007 | |
| Lesbian Real Vol. 1 Lesbian Real美熟女 Vol．1 | Bravo RZD-007                         |                    | 13-04-2007 | Avec Ryoko Azumi Saphisme |
| Allure Vol. 2: Erotic Wife Fuck | Wonder Family MF-002                  |                    | 04-06-2007 | |
| We love busty girls!! Boyoyon!! 3 Discs 12hours                                                                                                   | Fairy FMX-004                         |                    | 15-06-2007 | Avec Ryo Ayanami, Yuho Mita et Ren Kikukawa                                                                                              |
| 世間によくある話し SEX タクシー代金チャラ/引っ越し代金チャラ/借金返済帳消し                                                                       | AF Pro                                |                    | 04-07-2007 | Avec Miki Iwashita, Kurara Nakatani et Yuko Matsuda                                                                                      |
| 熟女党 Vol.2 | Channel Vision                        |                    | 19-08-2007 | Avec Yukari Tanabe, Megumi Maekawa et Kyoko Izumi                                                                                        |
| 深夜タクシー後部座席 隠しカメラ アベックたちの淫行                                                                                                | AF Pro                                |                    | 25-09-2007 | Avec Yui, Kana Mochizuki, Yuna Miyazawa, Akira Sakurai et Akane Shibuya                                                                  |
| エロ熟女のパンスト生撮り 2 | Llanes                                |                    | 25-10-2007 | |
| BEST 4HR : Rei Himekawa, Erika Himemiya | Yuzu YCC-04                           |                    | 30-10-2007 | Avec Rei Himekawa, Erika Himemiya et Aki Tomosaki                                                                                        |
| あ～ 痴漢がしたい/のぞきがしたい/浮気がしたい/中年男                                                                                              | AF Pro                                |                    | 13-12-2007 | Avec Kaori Sasaki Fuu, Akira Sakurai et Chinami Sakai.                                                                                   |
| 性の悩み 毎晩求めてくる夫がうとましい/毎晩求めてくる妻から逃げたい/オナニーが癖になってしまった女                                                 | AF Pro                                |                    | 25-12-2007 | Avec Haruka Okoshi |
| 中出し美熟女 | Media Bank                            |                    | 23-01-2009 | Avec Ayako Tanaka, Yu Yoshikawa, Tomo Ikeno et Junko Takeuchi                                                                            |
| YUZU Limited Edition 4 DVD PACK Vol.13 | Yuzu Y4D-13                           |                    | 06-08-2009 | Avec Momoka, Ann Mizuki |

### Film rose
| Titre du film | Producteur N° d'identification   | Réalisateur        | Parution   | Notes                                       |
| --- | -------------------------------- | ------------------ | ---------- | ------------------------------------------- |
| Molester's Train: Skillful Fingers, Wet Feeling, 痴漢電車 いい指・濡れ気分 Chikan densha: iiyubi*nure kibun Le train pervers : doigts habiles, pensées humides | Okura Films O.P. Eiga (Shintōhō) | Mototsugu Watanabe | 30-12-2004 | Début de Watanabe en tant que réalisateur,. |

### V-Cinema
| Titre du film                                                                  | Producteur N° d'identification | Réalisateur     | Parution   | Notes              |
| ------------------------------------------------------------------------------ | ------------------------------ | --------------- | ---------- | ------------------ |
| Mature Tavern Hostess Hidden Animal Passions 居酒屋の女将 義母の秘められた劣情 | Perfect Choice                 | Kazuto Kubodera | 25-03-2006 | Avec Maria Hayashi |
| My Friend's Mother 友達の母                                                    | Legend                         | Shuji Kataoka   | 28-04-2006 | Avec Minami Aoyama |

## Revues
- Weekly Playboy: 12 avril 2005[11].